# Memnagar
Memnagar là một thành phố và khu đô thị của quận Ahmadabad thuộc bang Gujarat, Ấn Độ.

## Nhân khẩu
Theo điều tra dân số năm 2001 của Ấn Độ, Memnagar có dân số 37.290 người. Phái nam chiếm 52% tổng số dân và phái nữ chiếm 48%. Memnagar có tỷ lệ 87% biết đọc biết viết, cao hơn tỷ lệ trung bình toàn quốc là 59,5%: tỷ lệ cho phái nam là 89%, và tỷ lệ cho phái nữ là 85%. Tại Memnagar, 8% dân số nhỏ hơn 6 tuổi.